# Holešovičky
Holešovičky (nazývané též Malé Holešovice nebo Malé Holíšovice) jsou bývalá osada na pravém břehu Vltavy naproti Holešovicím, jež se tedy nacházely v prostoru, který bychom dnes nazvali jihovýchodním okrajem Troji , odtud se postupně rozrůstala k Nové Libni. Původně byla součástí vsi Holešovice, v 16. století se stala součástí libeňského panství. Dnes je území součástí pražského katastrálního území Libeň v městské části Praha 8.

## Historie
Vznik Malých Holešovic je spojen s nařízením Karla IV. z roku 1358 o zakládání vinic v okruhu 3 mil od Prahy. Zpočátku podléhaly vinice v okolí Libně královskému úřadu viničnímu (úřadu perkmistra hor viničných). V polovině 16. století za Bryknarů, kteří byli majetníky některých vinic, připadla ves k libeňskému panství, které tvořily čtyři části: Stará Libeň, Židovská Libeň (Judendorf), Nová Libeň a Malé Holešovice.
Při sčítáních v letech 1869 a 1880 jsou uváděny pod názvem Malé Holešovice, v roce 1900 pod názvem Holešovičky. V roce 1869 měly Malé Holešovice 26 domů a 245 obyvatel.
V roce 1928 byly Holešovičky propojeny s Prahou Trojským mostem, po válce přejmenovaném na most Barikádníků, který nahradil dosavadní přívozy. Od roku 1929 byly vedeny přes Holešovičky autobusové linky a od 17. ledna 1936 tramvajová trať. V roce 1975 byla tramvajová trať zrušena v souvislosti s výstavbou Severojižní magistrály, která v tomto úseku byla uvedena do provozu 28. listopadu 1980.

## Dnešní Holešovičky
Místní název je dochován od roku 1925 v názvu ulice V Holešovičkách, která je dnes jako páteřní sběrná komunikace částí Severojižní magistrály směřující k dálnici D8; proto jsou dnes Holešovičky vnímány jako vilová čtvrť nacházející se podél této ulice v úseku mezi mimoúrovňovými křižovatkami Pelc-Tyrolka (u Vltavy) a Vychovatelna (u fakultní nemocnice Bulovka). V oblasti Pelc-Tyrolky, která je někdy nesprávně považována za součást Troje, stojí budova Matematicko-fyzikální fakulty UK, Kolej 17. listopadu a dříve zasquatované vily Milada a Miluška. Ve směru dnešní ulice V Holešovičkách původně vedly cesty V zahradách a Na viničkách, ve svahu byly zahrady a vinice.